# Вилла Мельци в Гадзаде у озера Варезе
«Вилла Мельци в Гадзаде у озера Варезе» или «Вилла Перабо в Гадзаде» (итал. Villa Perabò Melzi a Gazzada presso Varese) — картина итальянского живописца Бернардо Беллотто (1720-1780), представителя венецианской школы. Создана в 1744 году. С 1831 года хранится в коллекции Пинакотеки Брера в Милане.
Вершины своей творческой карьеры Беллотто достиг во время своей длительной поездки по Италии, которую он совершил в 1744 году. Две картины, которые хранятся в Пинакотеке Брера, «Вилла Мельци в Гадзаде у озера Варезе» и «Вид Гадзады», художник очевидно задумывал как пару. Полотна не были разделены и проданы отдельно на художественном рынке и считаются одними из лучших пейзажей северной Ломбардии.
На этом полотне изображена вилла Мельци в Гадзаде возле озера Варезе, окруженная озерными водами и заснеженными горами. Беллотто не задерживается на фиксации пейзажа, улавливая мельчайшие световые нюансы раннего осеннего утра, а передает настроение времени года, характерное ему освещение и атмосферу. Художник изображает один из ломбардских пейзажей, на котором альпийская гора Монте-Роза отражается в прозрачной воде озера Варезе. Беллотто размещает уравновешенную и гармоничную архитектуру на фоне природы.

## Ссылка
- На Викискладе есть медиафайлы по теме Вилла Мельци в Гадзаде у озера Варезе